# Решетов, Прокопий Прокопьевич
Решетов Прокопий Прокопьевич (12 октября 1918 года, д. Белогорье, Вологодская область — 8 февраля 1986 года, г. Псков) — работник советской рыбной промышленности, капитан, капитан-директор на промысловых судах Мурманского тралового флота (МТФ). Делегат XXIII съезда КПСС, Депутат Верховного Совета СССР 7-го созыва. Герой Социалистического Труда.
Родился в деревне Белогорье Вологодской области, русский. В 1938 году закончил Мурманский морской техникум и в качестве штурмана начал трудовую карьеру на траулере «Семга». С 1939 года — служил на Северном флоте рулевым сигнальщиком эсминца. Во время Великой Отечественной войны принимал участие в Обороне Заполярья. 
С 1945 по 1956 год — служил во вспомогательном флоте на буксирных судах. 
С 1957 по 1961 год — капитан рыболовного траулера «Засольщик». 
С 1961 года — капитан-директор БМРТ «Добролюбов». Стал инициатором соревнования среди коллективов траулеров по ежегодному вылову не менее ста тысяч центнеров рыбы на судно.    
27 апреля 1966 года Указом Президиума Верховного Совета СССР за особые заслуги в развитии промышленности Мурманской области Прокопию Решетову было присвоено звание Героя Социалистического Труда с вручением ордена Ленина и золотой медали «Серп и Молот».    
Позже работал в должности капитана-директора большого морозильного рыболовного траулера «Прилуки», затем капитаном промыслово-поизводственного судна «Глетчер».     
Умер 8 февраля 1996 года. Похоронен в Пскове.

## Награды
- Орден Ленина (1966 год)
- Орден Отечественной войны II степени (1985 год)[5]